# Черноводск (Новосибирская область)
Черноводск — упразднённый посёлок в Доволенском районе Новосибирской области России. На момент упразднения входил в состав Красногривенского сельсовета. Исключен из учётных данных в 1968 году.

## География
Располагался на правом берегу реки Баган, в 7,5 км к северо-востоку от села Индерь.

## История
Посёлок Черноводский был основан в 1911 году. В 1928 году состоял из 75 хозяйств. В административном отношении являлся центром Черноводского сельсовета Индерского района Новосибирского округа Сибирского края. С 1954 года, после объединения сельсоветов, в составе Озёрского сельсовета; в 1961 году передан в Сарыбалыкский (с 1972 года Красногривский) сельсовет.
Решением Новосибирского облисполкома в 1968 году посёлок исключен из учётных данных.

## Население
По переписи 1926 г. в посёлке проживало 355 человека (172 мужчины и 183 женщины), основное население — украинцы.